# 레오나르도 바실레
레오나르도 바실레(이탈리아어: Leonardo Basile, 1983년 5월 12일~)는 이탈리아의 태권도 선수이다. 2008년 하계 올림픽 남자 헤비급에 참가했으며 세계 선수권 대회에서 동메달 1개, 유럽 선수권 대회에서 금메달 1개, 동메달 3개를 획득했다.